# NGC 5412
NGC 5412 (również PGC 49644 lub UGC 8905) – galaktyka eliptyczna (E-S0), znajdująca się w gwiazdozbiorze Małej Niedźwiedzicy. Odkrył ją Lewis A. Swift 18 czerwca 1884 roku.